# Cần Thơ
Cần Thơ est une ville vietnamienne dont la population était estimée à environ 1 230 000 habitants en 2019 en tenant compte de l'ensemble des arrondissements la constituant.
Située sur le Bassac, ou Hau Giang, c'est la plus grande ville du delta du Mékong (région) et le chef-lieu de la province portant le même nom.
Durant la Guerre du Viêt Nam, elle fut le théâtre de violents combats entre les troupes américaines et nord-vietnamiennes en août 1967.

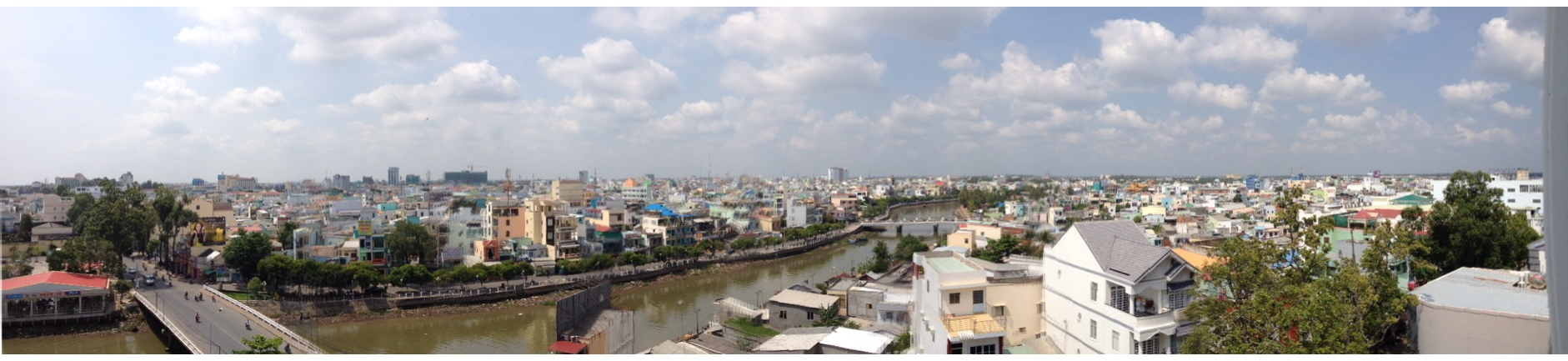
Cần Thơ panorama.

## Géographie
Ville universitaire du delta et nœud de communications important, elle connaît actuellement un essor économique important ainsi qu'un développement du tourisme grâce à ses nombreux centres d'intérêt (marché flottant, quai Ninh Kiều).
Elle abrite le village antique de Long Tuyền.
Une flottille de pirogues et de sampans chargés de fruits et légumes anime chaque jour le marché flottant de Cân Tho, centre politique et économique du delta du Mékong.
Formé par le limon du fleuve qui donne aux eaux leur couleur terreuse, cet immense delta qui actuellement s'étend sur 40 000 kilomètres carrés gagne tous les ans 79 mètres sur la mer.

## Subdivisions administratives
Cần Thơ est subdivisée en cinq  districts urbains : (Bình Thủy,  Cái Răng, Ninh Kiều, Ô Môn, Thốt Nốt) et quatre districts ruraux (Cờ Đỏ, Phong Điền, Thới Lai, Vĩnh Thạnh).

## Transports

### Routiers
Can Tho est reliée au reste du pays par la route nationale 1A, l'autoroute Nord-Sud par l'Est, la route nationale 91, la route nationale 91B, la route nationale 91C, la route nationale 61B et la route nationale 80.
Le pont de Cân Tho est le plus long pont à haubans d'Asie du Sud-Est.
Vé máy bay từ Sài Gòn đi Can tho

### Aérien
La ville est desservie par l'aéroport international de Cần Thơ.

### Canal
La ville est traversée par le canal Kênh Cái Sắn, qui va du fleuve Hậu Giang au golfe de Thaïlande.

## Jumelages
- Nice, France
- Shantou, Chine
- Phnom Penh, Cambodge
- Amol, Iran
- Riverside, Californie
- Jeolla du Sud, Corée du Sud

## Galerie

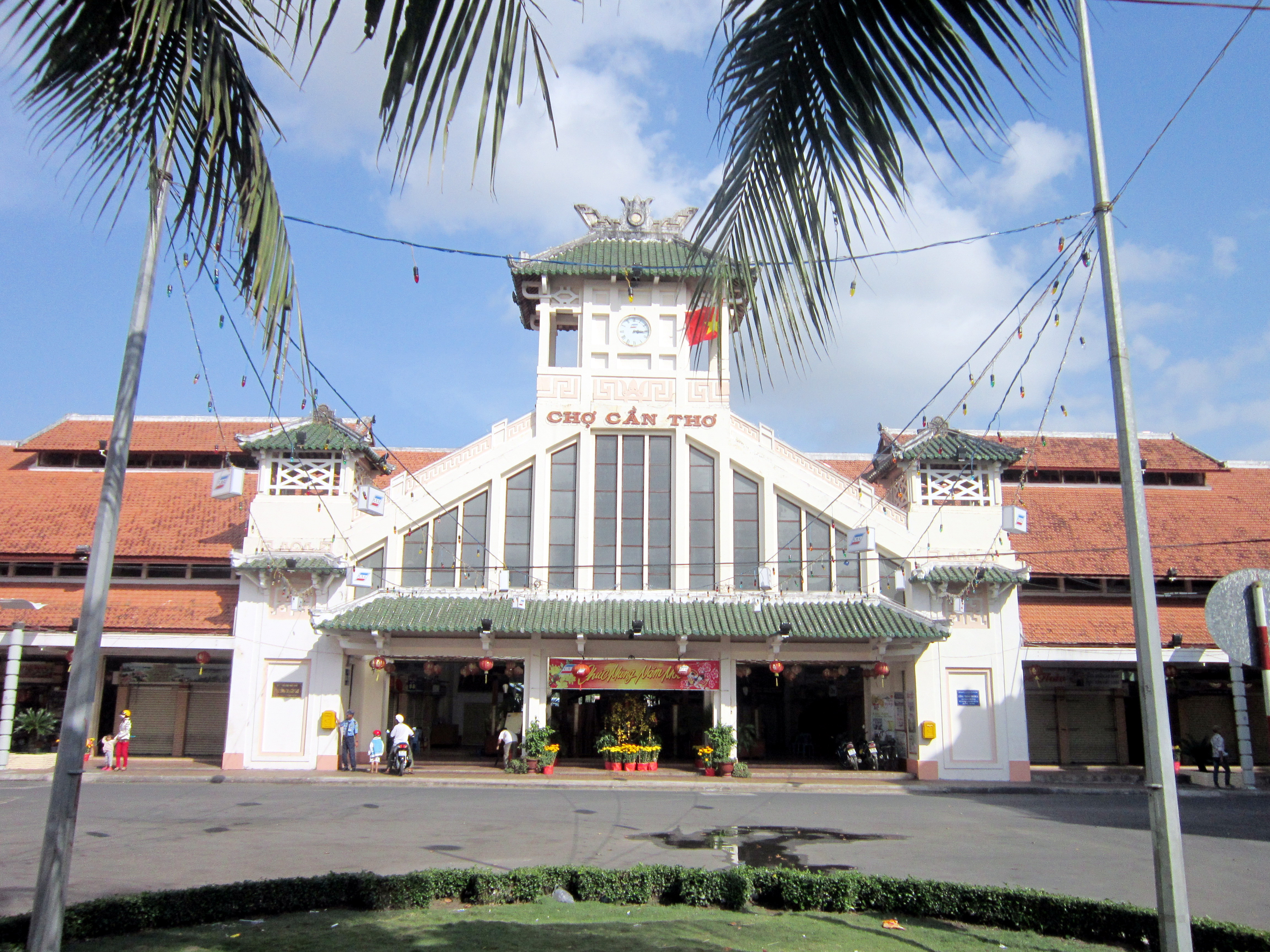
Le marché central.
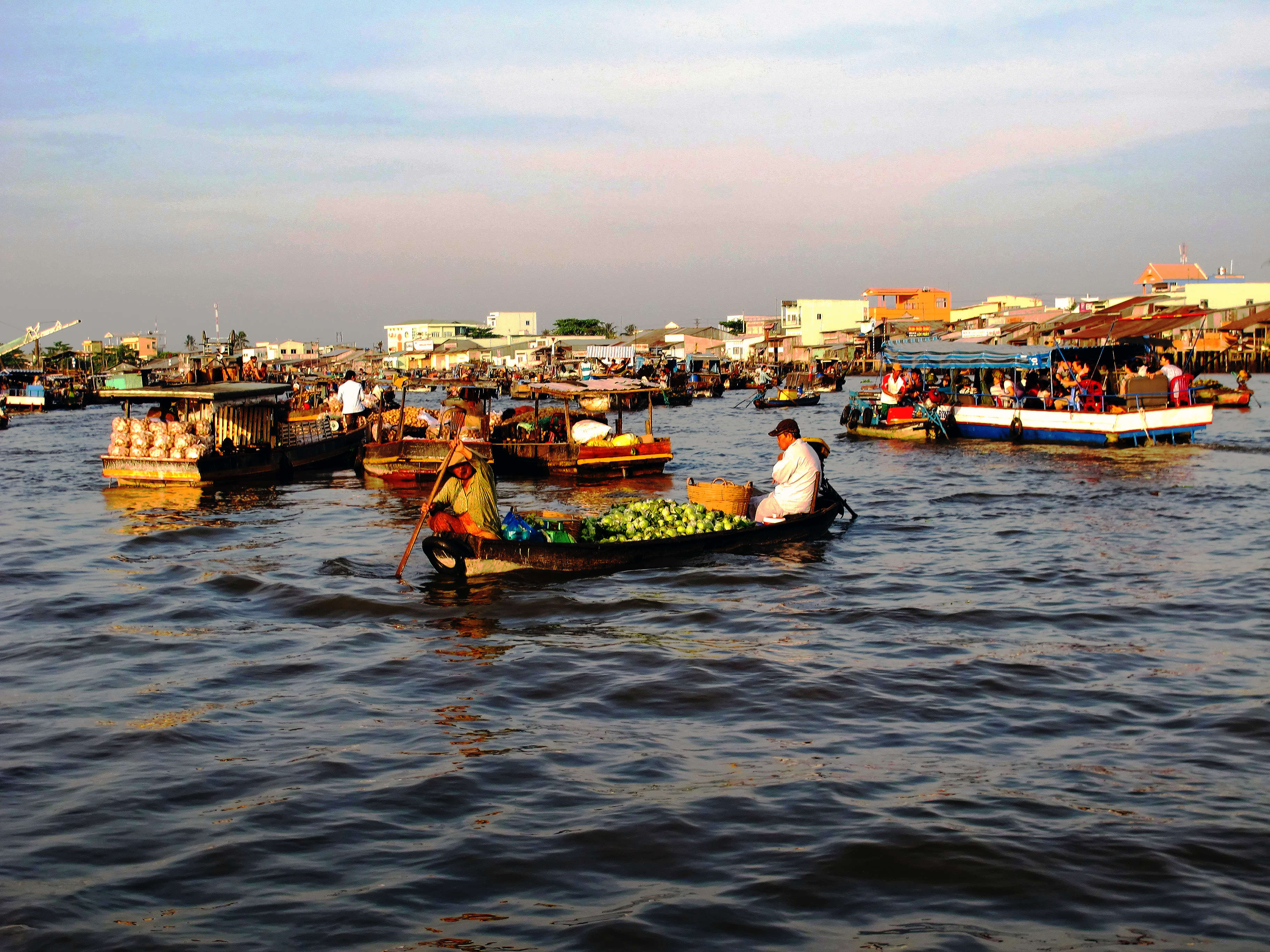
Le marché flottant.
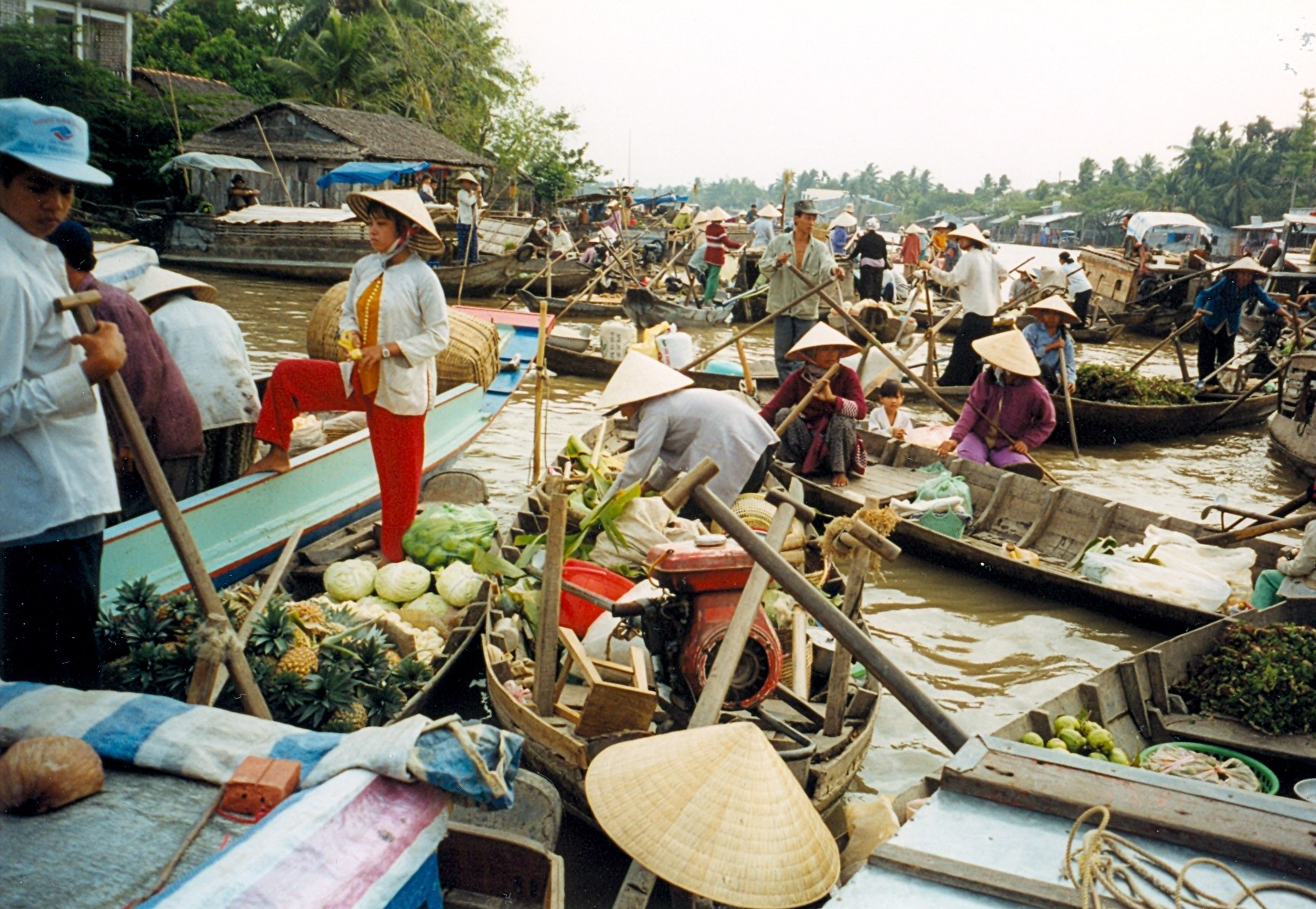
Marché flottant à Can Tho, 1999.
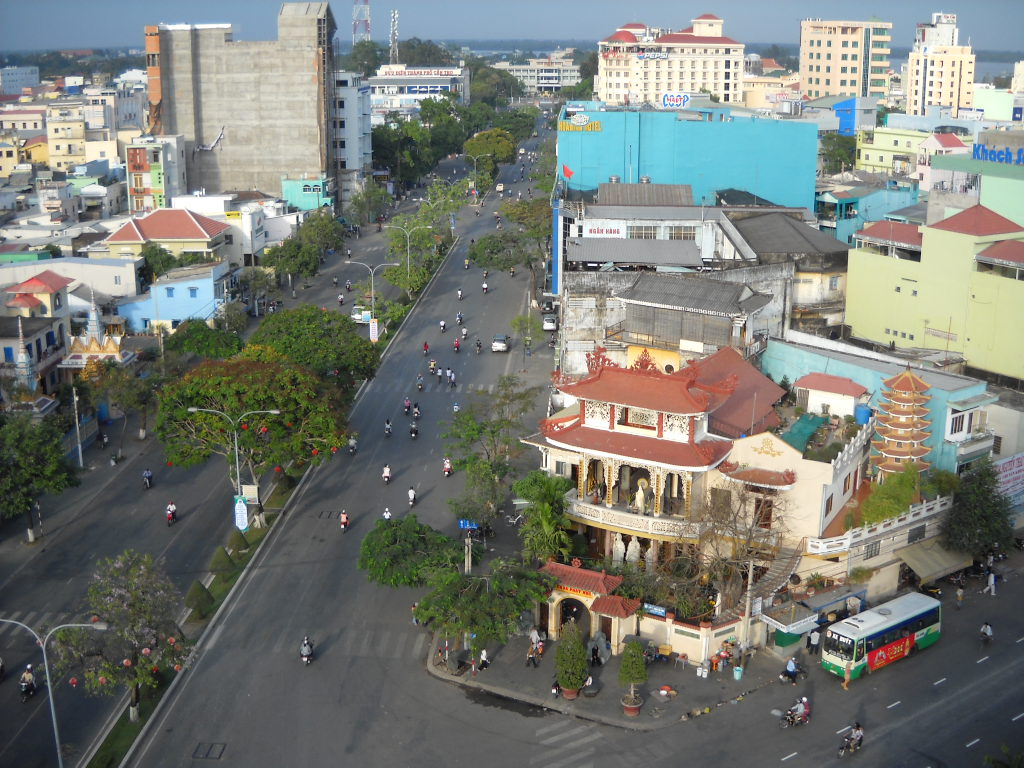
Vue de Can Tho.